# Barberino Tavarnelle
Barberino Tavarnelle är en kommun i storstadsregionen Florens, innan den 31 december 2014 provinsen Florens, i regionen Toscana i Italien. Kommunen hade 12 076 invånare (2019).
Kommunen Barberino Tavarnelle bildades den 1 januari 2019 genom en sammanslagning av de tidigare kommunerna Barberino Val d'Elsa och Tavarnelle Val di Pesa.